# Peromyia avia
Peromyia avia är en tvåvingeart som beskrevs av Jaschhof 2001. Peromyia avia ingår i släktet Peromyia och familjen gallmyggor. Inga underarter finns listade i Catalogue of Life.